# Epomophorus grandis
Epomophorus grandis is een zoogdier uit de familie van de vleerhonden (Pteropodidae). De wetenschappelijke naam van de soort werd voor het eerst geldig gepubliceerd door Sanborn in 1950.